# 國分優香里
國分 優香里（こくぶん ゆかり、1983年2月8日 - ）は、日本の女性声優。埼玉県出身。パワー・ライズ所属。

## 経歴
中学1年生の頃、テレビアニメ『爆走兄弟レッツ&ゴー!!』の主役の兄弟が頑張る姿を見て、「こんな生き方がしたい」と思うようになる。アミューズメントメディア総合学院声優タレント学科に入学し、2003年卒業。その後、Y・M・Oに5年間所属し、2009年9月ビーボに移籍する。
2016年6月末付けで所属していたビーボを離れることをブログにて発表し、同年7月からパワー・ライズ所属。

## 人物
趣味・特技は旅行、温泉巡り、書道。

## 出演
太字はメインキャラクター。

### テレビアニメ
2005年
- アイシールド21（女子生徒）
- おねがいマイメロディ（飯島直美）
- ピーチガール（ナミ、すみれ）
- 蟲師（ビキ）

2006年
- おねがいマイメロディ 〜くるくるシャッフル!〜（飯島直美）
- 家庭教師ヒットマンREBORN!（2006年 - 2010年、沢田綱吉）
- まもって!ロリポップ（ゴウ）
- 妖怪人間ベム（子供、少女）

2010年
- SDガンダム三国伝 Brave Battle Warriors（子供、徐州の村人）

2012年
- ゴクジョッ。〜極楽院女子高寮物語〜（尾久要）
- 戦国コレクション（松田くん）

2017年
- Dies irae（男の子A）

### OVA
- 家庭教師ヒットマンREBORN! ジャンプスーパーアニメツアー2009 ボンゴレ式修学旅行、来る! THE COMPLETE MEMORIAL（2009年、沢田綱吉）
- 百合星人ナオコサン（2010年、涼太、獣人触手メイド）
- Holy Knight（2012年、カミューラ）

### ゲーム
2004年
- イリスのアトリエ エターナルマナ（ウル）

2006年
- グラナド・エスパダ（ビキ・エルネスト）

2007年
- 家庭教師ヒットマンREBORN!DS 死ぬ気MAX!ボンゴレカーニバル!!（沢田綱吉）
- 家庭教師ヒットマンREBORN!DS フレイムランブル骸強襲!（沢田綱吉）
- 家庭教師ヒットマンREBORN! ドリームハイパーバトル!（沢田綱吉）
- 家庭教師ヒットマンREBORN!DS フレイムランブル 開炎 リング争奪戦!（沢田綱吉）
- 家庭教師ヒットマンREBORN! Let's暗殺!? 狙われた10代目!（沢田綱吉）

2008年
- 家庭教師ヒットマンREBORN!DS ボンゴレ式 対戦バトルすごろく（沢田綱吉）
- 家庭教師ヒットマンREBORN!DS フェイトオブヒート 炎の運命（沢田綱吉）
- 家庭教師ヒットマンREBORN!DS フレイムランブル超 燃えよ未来（沢田綱吉）
- 家庭教師ヒットマンREBORN! バトルアリーナ（沢田綱吉）
- 家庭教師ヒットマンREBORN! 狙え!?リング×ボンゴレトレーナーズ（沢田綱吉）
- 家庭教師ヒットマンREBORN! 禁断の闇のデルタ（沢田綱吉）
- 家庭教師ヒットマンREBORN!DS マフィア大集合!ボンゴレフェスティバル（沢田綱吉）

2009年
- 家庭教師ヒットマンREBORN!DS フレイムランブルX未来超爆発 （沢田綱吉）

2010年
- 家庭教師ヒットマンREBORN! フェイトオブヒート3 雪の守護者来襲!（沢田綱吉）
- 家庭教師ヒットマンREBORN! 絆のタッグバトル（沢田綱吉）
- 家庭教師ヒットマンREBORN! フレイムランブルXX 超決戦!真6弔花（沢田綱吉）

2011年
- ガチトラ! 〜暴れん坊教師 in High School〜（根津道弘）

2012年
- PROJECT X ZONE（イノブタ、ネクロン）

2014年
- ジェイスターズ ビクトリーバーサス（沢田綱吉）

2016年
- ゴクジョッ。〜極楽院女子高寮物語〜 奪! パンツこれくしょん（尾久要）

2017年
- AKIBA'S TRIP Festa!（早山銀河）

2021年
- フェアリースフィア（ベニテングタケ）

2022年
- モンスターストライク（2022年 - 2024年、フォンフォン、甘露）

### 実写
DVD
- 家庭教師ヒットマンREBORN! ボンゴレ最強のカルネヴァーレ2008 〜in 中野サンプラザ〜
- 家庭教師ヒットマンREBORN! ボンゴレ最強のカルネヴァーレ2009 〜横浜にヴァリアー現る〜
- 家庭教師ヒットマンREBORN! ボンゴレ最強のカルネヴァーレ3 〜白蘭・入江参戦! in 東京・名古屋・神戸〜 コンプリートDVD
- 家庭教師ヒットマンREBORN! ボンゴレ最強のカルネヴァーレ4 RED
- 家庭教師ヒットマンREBORN! ボンゴレ最強のカルネヴァーレ4 BLUE
- 家庭教師ヒットマンREBORN! ボンゴレ究極のカルネヴァーレ!!!!!
- 家庭教師ヒットマンREBORN! ボンゴレ最強のカルネヴァーレコレクションDVD ver.ボンゴレ VOL.1
- 家庭教師ヒットマンREBORN! 日常編 前編（初回特典DVD）「並盛オールキャスト座談会〜並盛ホームルーム〜」
- 家庭教師ヒットマンREBORN! 座談会DVD 「並盛HR未来編! 1 〜風紀委員は今日も大忙し〜」（DVD Burn.3初回特典）
- 家庭教師ヒットマンREBORN! 未来編 Burn4（初回特典座談会DVD）「並盛HR未来編! #2 〜骸&クロームに教えまSHOW!!〜」

テレビ番組
- サキよみ ジャンBANG!
- ドガドガ7（YouTube、ドガドガ7チャンネル）

### ボイスオーバー
- スパモク!!世界のコワ〜イ女たち ホントにあった!仰天事件簿SP（TBS、2010年8月12日）
- スパモク!!世界のコワ〜イ女たち ホントにあった!仰天事件簿SP4（TBS、2010年11月4日）
- 世界温泉遺産 〜神秘の力を訪ねて〜（BS日テレ、2010年10月7日 - ）
- 池上彰の世界を見に行く（テレビ東京、2011年2月6日）

### ナレーション
- 妻と罰（TBS、コーナーナレーション）

### ラジオ
- 小森まなみのPop'n!パジャマEYE
- 純子と涼のアシタヘストライク! アシタへニュースヘッドライン内ナレーション
- かかってこい!こえ部員 （こえ部ラジオ、2011年）

### ラジオドラマ
- Edge〜エッジ〜（石川有希）
- VOMIC 家庭教師ヒットマンREBORN!（沢田綱吉）
- 魔道祖師日本語版ラジオドラマ（幼い薛洋）

### ドラマCD
- 家庭教師ヒットマンREBORN! シリーズ（沢田綱吉）
  - 家庭教師ヒットマンREBORN! vsヴァリアー編 Battle.1（DVD初回特典CD）「雲雀恭弥・一日観察レポート」
  - 家庭教師ヒットマンREBORN! vsヴァリアー編 Battle.2（DVD初回特典CD）「骸・闇の向こうに」
  - 家庭教師ヒットマンREBORN! vsヴァリアー編 Battle.6（DVD初回特典CD）「悪夢で会いましょう」
  - 家庭教師ヒットマンREBORN! vsヴァリアー編 Battle.7（DVD初回特典CD）「獄寺・10代目への誓い」
  - 家庭教師ヒットマンREBORN! vsヴァリアー編 Battle.8（DVD初回特典CD）「ラジオ並盛・ただいまONAIR中!?」
  - 家庭教師ヒットマンREBORN! 未来編 Burn.6（DVD初回特典CD）「はひ! ボンゴレアジト・サバイバル!」
  - 家庭教師ヒットマンREBORN! 未来編X（イクス） X-Burn.1（DVD初回特典CD）「スペシャルラジオCD」
- カナリア（女子生徒）
- KI-FOMM 第1巻（宇賀神涼）
- 吟遊黙示録マイネリーベwieder Vol.1 青嵐の刻（女子生徒）
- ファイブ（女子生徒1）

### BLCD
- あばずれ（惣流大地）
- 嘘と誤解は恋のせい（千花）
- キッズログ（長坂愛美）
- 捨て猫のカルテ（銀次郎）
- タナトスの双子 1912（ナターシャ）
- 夏雪（岡田）

### 音楽CD
- 家庭教師ヒットマンREBORN! ボンゴレファミリー総登場!死ぬ気で語れ!そして歌え!
  - 「大空の意志」（沢田綱吉）
- 家庭教師ヒットマンREBORN! キャラクター・デュエットCD 沢田綱吉&リボーン（沢田綱吉、リボーン〈ニーコ〉）
  - 「かてきょー音頭」（リボーン〈ニーコ〉 vs 沢田綱吉）
  - 「TSUNA LIFE」（沢田綱吉）
- 家庭教師ヒットマンREBORN! キャラクターシングルシリーズ第2弾 沢田綱吉「守るべきもの」 / 獄寺隼人&山本武「俺達の約束」
  - 「守るべきもの」（沢田綱吉）
- 家庭教師ヒットマンREBORN! キャラクターシングルシリーズ第3弾 沢田綱吉「ひとつだけ」 / リボーン「俺からのメッセージ」
  - 「ひとつだけ」（沢田綱吉）
- 家庭教師ヒットマンREBORN! キャラクターアルバム SONG "RED" 〜famiglia〜
  - 「RIGHT NOW」（沢田綱吉&バジル〈寺崎裕香〉）

### 舞台
- ニコニコミュージカル『ニコニコニーコ』（2011年3月17日 - 27日、池袋シアターグリーン）

### その他コンテンツ
- 『ブラッククローバー』少年ジャンプ公式PV（アスタ[11][12]）